# Argumento ad crumenam
El argumentum ad crumenam (del latín crumena, ae ‘morral, bolsillo para el dinero, dinero’) o apelación a la riqueza es una falacia que consiste en concluir que algo es cierto porque quien lo propone es rico.
Esta falacia es muy común en la crítica de arte, películas, videojuegos o música con la siguiente forma: «Puedes criticar el producto X, pero genera millones, así que algún mérito tendrá».
La falacia opuesta es el argumentum ad lazarum.

## Ejemplos
- Si eres tan listo, ¿cómo es que no eres rico?
- Bill Gates es un modelo a seguir: si es tan rico, algo bueno habrá hecho.
- Esta nueva ley es una buena idea: la mayoría de los que se oponen a ella son gentuza que apenas cobra el sueldo mínimo.
- Elon Musk hizo su fortuna vendiendo coches y dice que ese coche es malo.
- —Este hombre es un estúpido —¿Estúpido? ¡Gana más que usted!